# Los Confines de Angol
La ciudad de Los Confines fue un antiguo asentamiento español fundado en 1553, por orden del conquistador Pedro de Valdivia, en las cercanías de la actual ciudad de Angol en Chile. Tuvo una existencia accidentada y fragmentaria entre 1553 y 1641, debido a las periódicas destrucciones a manos de los mapuches durante la larga guerra de Arauco.

## Historia

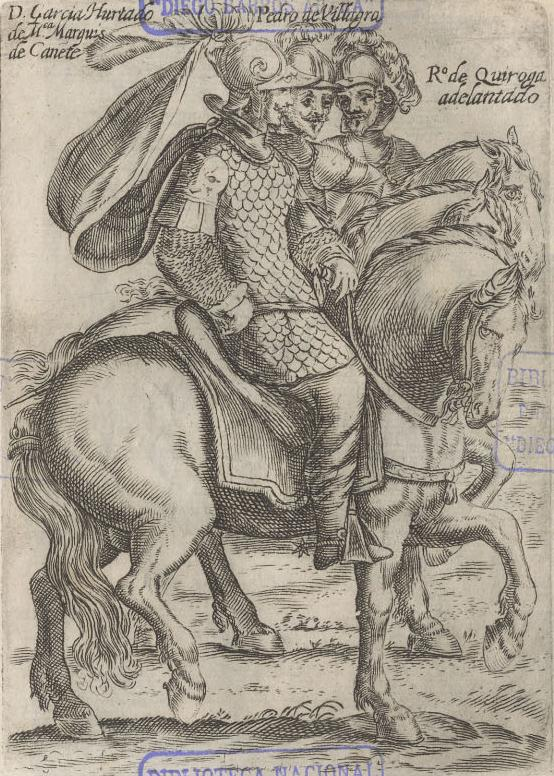
García Hurtado de Mendoza y Francisco de Villagra.

Fue fundada el 24 de octubre de 1553 por Pedro de Valdivia, en la confluencia de los ríos Malleco y Huequén, como fuerte y villa, con el nombre de Los Confines.
El 26 de diciembre, dos meses después de su fundación, la ciudad fue abandonada, como consecuencia de la Batalla de Tucapel, en la cual el conquistador perdió la vida frente al ejército mapuche comandado por Lautaro. Fue refundada 15 meses más tarde por Francisco de Villagra, en marzo de 1555, en una zona no distante de la primera ubicación, con el nombre de Angol de Los Confines, siendo destruida el 1 de diciembre de 1555.
En el año 1559 la ciudad fue refundada y trasladada un poco más al norte, a 18 km de la confluencia de los ríos Vergara y Renaico, por el Gobernador García Hurtado de Mendoza con el nombre de Los Infantes de Angol o San Andrés de Angol. Siendo destruida en 1600 durante luego del gran alzamiento mapuche que siguió al desastre de Curalaba de 1598.
En el año 1610 fue refundada y trasladada a las cercanías de la actual ciudad de Mulchén con el nombre de San Luis de Angol, pero dicho emplazamiento no prosperó. En el año 1637 el Gobernador Francisco Laso de la Vega, la refundó con el nombre de San Francisco de La Vega de Angol, pero en el año 1641 fue abandonada definitivamente como consecuencia de los acuerdos logrados entre mapuches y españoles en el Parlamento de Quillín. En 1766 hubo un último intento de refundación de la ciudad, que no tuvo éxito, durando poco más de un mes, al ser arrasadas e incendiadas las pocas casas que habían sido levantadas.
Finalmente durante la Ocupación de la Araucanía por parte del ejército chileno, en las cercanías de la antigua ciudad de Los Confines, el coronel Cornelio Saavedra, fundaría la ciudad actual de Angol el 7 de diciembre de 1862. Es decir, 221 años después del abandono de la ciudad.